# 커크 해밋
커크 리 해밋(영어: Kirk Lee Hammett, 1962년 11월 18일 ~ )은 미국의 음악가이다. 1983년부터 미국의 헤비 메탈 밴드 메탈리카의 기타리스트이자 송라이터로 활동 중이다. 메탈리카에 가입하기 전, 그는 엑소더스를 결성했다. 2003년에 그는 롤링 스톤지의 '역대 최고의 기타리스트 100명' 목록에 11위에 등극되었다. 2009년에 그는 조엘 맥클버의 저서 '최고의 메탈 기타리스트 100명'에서 15위로 기록되었다.

## 생애
커크 해밋은 1962년 11월 18일 캘리포니아주 샌 프란시스코에서 필리핀인 어머니 테오필라 "셰펠라" 해밋(결혼 전 성은 '오야오')과 아일랜드인이자 미국 상선 해군이었던 아버지 데니스 L. 해밋(Dennis L. Hammett) 사이에서 혼혈아로 태어났고 캘리포니아주 엘 소브란테의 어느 마을에서 성장했다. 그는 캘리포니아주 리치먼드의 드 안자 고등학교(De Anza Highschool)에 다녔다. 고등학교 생활 동안 그는 프라이머스의 레스 클레이풀을 만나 친한 친구가 된다.
그는 1960년대 후반 호러 영화의 열렬한 팬이다. 5살 때 해밋이 그의 누이와의 다툼에서 팔을 다치자 그의 부모님은 그를 텔레비전 앞으로 데려왔다. 그 때 그는 The Day of the Triffids를 처음 감상한다. 이후, 해밋은 그의 형의 프랑켄슈타인 모형에도 관심을 갖게 되었고 머지않아 우유 살 돈을 공포 잡지에 쓰는 일이 잦아졌다. 10년 뒤, 그는 호러 영화에 심취하게 되었다.
해밋은 그의 형 릭이 수집한 지미 헨드릭스, 레드 제플린, UFO 등의 수많은 레코드판을 보고 음악에 대해 관심을 갖게 되었다. 이로 인하여 해밋은 공포 잡지 수집을 그만두고 음반을 구매하기 위해 자신이 여태껏 모았던 잡지들을 팔기 시작했다. 그는 15살 때부터 기타를 배우기 시작하였다. 그의 생애 첫 기타는 앰프 대용의 4인치 스피커와 함께 온 몽고메리 워드 소매점의 카탈로그에 나열되어 있던 기타였으며 이름을 "wholly unglamorous(완전히 평범한)"라고 지었다. 1978년에 그는 펜더 스트라토캐스터의 복제본을 사서 나중에 1974년형 깁슨 플라잉 V를 구매하기 전까지 여러 부품들을 부착해서 기타 소리를 커스터마이징했다. 그는 버거킹에서 잠시 일을 한 적이 있는데 마샬 앰프를 살 돈이 모이자마자 일을 그만두었다고 한다.

## 커리어

### 엑소더스 (1979-1983)
해밋의 음악적 흥미는 당시 막 생겨난 장르인 스래시 메탈에 쏠리게 되었다. 1979년, 그는 16살에 보컬 폴 발로프, 기타리스트 게리 홀트, 베이시스트 지오프 앤드류스, 드러머 톰 헌팅과 함께 엑소더스를 창단한다. 엑소더스의 이름은 리온 유리스의 소설의 이름에서 따온 것이었으며 이 이름은 그들의 1982년 데모 음반의 제목에도 쓰였다. 엑소더스는 베이 에이리어 스래시 무브먼트에 있어서 영향력 있는 밴드였다.

### 메탈리카 (1983-현재)
1983년 5월, 메탈리카는 데뷔 앨범 Metal Up Your Ass를 녹음하기 위해 뉴욕주 로체스터로 향했다. 전 기타리스트 데이브 머스테인은 그의 약물 남용과 거친 태도로 인해 밴드에서 해고당하고 이후 메가데스를 창단한다. 해밋은 그 날 오후에 메탈리카로부터 전화 한 통을 받는다. 비록 그가 캘리포니아 밖으로 한 번도 나가 본 적이 없었으나 해밋은 필요한 비용을 챙긴 뒤에 뉴욕으로 오디션을 보기 위해 향했다. 제임스 헷필드는, "우리가 처음 맞춰본 곡은 "Seek and Destroy"였다. 해밋이 기타 솔로를 하기 시작하자마자 우리는 이제 모든 일이 잘 될 것이라고 생각했다."라고 당시 상황을 설명했다. 이후 해밋은 바로 밴드로부터 가입 권유를 받았다. 이 모든 일들이 Kill 'Em All 음반을 녹음하기 전에 일어났다. 같은 시기, 해밋은 기타 비르투오소 조 새트리아니로부터 기타 레슨을 받고 있었다. 또한 그는 여전히 엑소더스의 구성원이었다. 그에게 밴드 가입 권유는 조금 놀라운 일이었으나 그와 메탈리카 멤버들은 이미 친분을 쌓은 상태였다. 엑소더스에 재직하면서도 해밋은 메탈리카와 함께 자주 무대에 섰다.

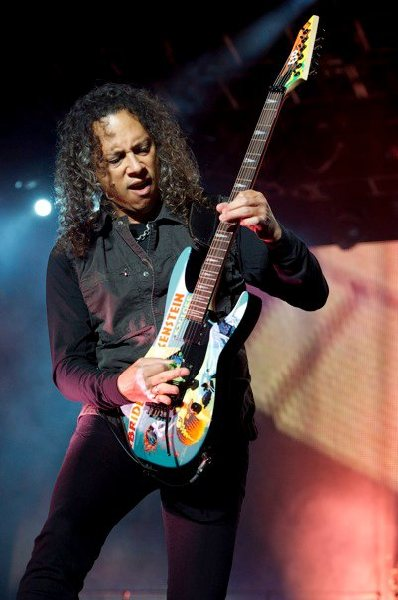
2010년 멕시코 공연 중의 모습

해밋은 Ride the Lightning 음반을 낼 때부터 메탈리카의 여러 리프들을 작성했다. 그의 가장 유명한 리프로는 메탈리카의 대표곡 중 하나인 "Enter Sandman"이 있다. 이 곡은 밴드의 셀프 타이틀 음반 Metallica (The Black Album이라고도 알려져 있음)의 첫 번째 싱글이자 트랙이며 롤링 스톤지의 '역대 최고의 명곡 500곡' 목록에서 399위를 기록했다. 곡 "Creeping Death"의 경과부는 해밋이 엑소더스의 리프 중 하나를 따서 만들기도 했다.
1986년, Master of Puppets의 유럽 투어를 하던 어느 날, 해밋과 베이시스트 클리프 버튼은 밴드의 투어 버스에서 잠자리를 놓고 실랑이를 벌였다. 카드 게임으로 내기가 이루어졌고 클리프가 스페이드 에이스 카드를 고르면서 이기게 되었다. 그는 해밋에게, "네 침대에서 자고 싶다"라고 했고 해밋은 버스 내 앞쪽 침대에서 자는 것도 나쁘지 않다고 생각해서 승락했다. 다음 날 이른 아침, 스웨덴을 달리고 있던 메탈리카의 투어 버스가 도로를 이탈하여 전복되는 사고가 일어났다. 버튼은 버스 창문 밖으로 떨어지게 되었고 버스가 그를 덮치는 사고가 발생하여 사망하게 되었다. 해밋은 인터뷰에서 버튼과 내기를 하지 않았더라면 자신이 그 대신 죽었을 것이라고 했다.
Black Album의 투어와 홍보가 끝나는 시점과 Load의 투어가 시작되는 시점 사이에, 그는 샌 프란시스코 주립 대학교에서 영화 이론과 동양 미술사를 공부한다. 이 시기에 해밋은 블루스 음악을 많이 듣게 되었고 이는 메탈리카의 음반 Load와 Reload에 영향을 미치게 된다. 그는 또한 여러 재즈 음악을 듣기 시작했다. 그는 그의 삶 중에서 이 때 가장 배운 게 많다고 했는데 왜냐하면 그는 그가 받은 모든 록 음악의 영향이 어떻게 기타 연주에 반영되는지를 알 수 있었기 때문이다. 그러나 그가 비록 재즈 음악을 통해 그의 기타 연주와 솔로가 크게 발전할 수 있었으나, 해밋은 자신이 너무 재즈에 빠지진 않았나라는 생각이 들었다. Death Magnetic 시절부터 그는 원초적인 메탈 기타리스트로 회귀했지만 여전히 그의 연주에 블루스와 재즈의 영향이 묻어나는 것을 알 수 있다.

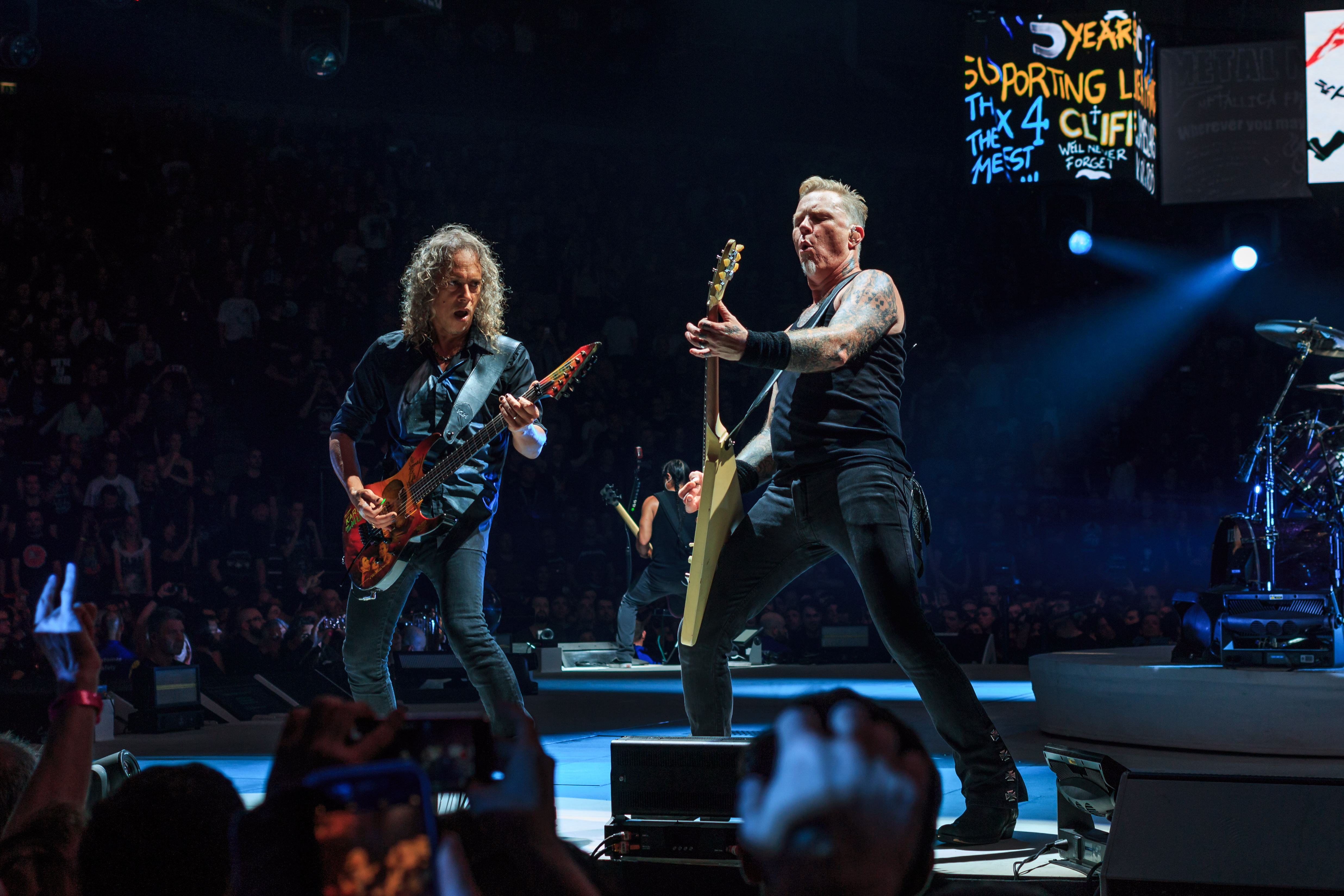
2017년 10월 24일 런던 공연 중인 커크 해밋(좌)과 제임스 헷필드(우)

해밋은 메탈리카의 2003년 발매작 St. Anger에서 기타 솔로를 넣고 싶었으나 드러머 라스 울리히와 프로듀서 밥 록은 이 음반에 기타 솔로는 어울리지 않다고 생각했다. 이후 해밋은, "우리는 솔로를 넣는 것을 고려해봤으나 아무리 들어도 어울리지 않아서 그냥 빼버렸다."라고 인정했다. 메탈리카의 프론트맨 제임스 헷필드의 알콜 중독을 치료하기 위해 St. Anger의 녹음은 2001년에 잠시 중단되었다. 당시 밴드 내에 미묘한 긴장감이 돌았기 때문에 (메탈리카의 다큐멘터리 Some Kind of Monster에 이 당시 상황이 잘 묘사되어 있다.) 해밋은 그의 단독 음반을 내고 싶어했다. 그는 만약 음반을 만들었어도 순수한 헤비 메탈은 아닐 것이었으며, 몇몇 클래식 기타리스트들의 입김을 불어 넣었을 것이라고 고백했다. 그는 인터뷰에서 St. Anger를 녹음할 당시의 경험을 이렇게 묘사했다.
솔직히, 난 단독 음반을 낼 준비가 되어있었다. 준비하고 있던 음악이 참 많았기 때문이다. 라스에게 드럼 녹음을 도와달라고 할 참이었다.
2009년 4월 4일, 해밋과 메탈리카의 라스 울리히, 제임스 헷필드, 로버트 트루히요, 전 베이시스트 제이슨 뉴스테드, 사망한 클리프 버튼은 로큰롤 명예의 전당에 헌액되었다. 2009년에 그는 조엘 맥클버의 저서 To Live Is to Die: The Life and Death of Metallica's Cliff Burton의 머릿말을 작성한다.

2015년 4월, 해밋은 그가 메탈리카의 새 음반에 쓰일 250개의 새 아이디어가 들어있던 휴대전화를 분실했다고 밝혔다. 이는 분실 사고가 일어난(2014년 11월 정도) 지 6개월 뒤에 발표된 것이다. 결국 휴대 전화는 찾지 못했고 해밋은 그 250개 아이디어 중 오직 8개만 기억이 난다고 했다. 휴대 전화에 대하여 그는 이렇게 말했다.
나에게 음악적 영감은 언제나 매일매일 떠오른다. 리프가 하나 떠오를 때 어떨 때는 완벽하게 구상이 돼서 그 자리에서 연주할 수 있지만 어떨 때는 반 정도밖에 구상이 되지 않아 여러 수정을 가해야 한다. 어떨 때는 그냥 리듬이나 음 몇 개가 생각날 때도 있고 심지어는 그냥 흥얼거리는 정도일 때도 있다. 하지만 이 모든 것들은 아무 때나 생각날 수 있어서 언제나 휴대 전화에 저장하고 항상 백업을 철저하게 해놓는다.

### 다른 활동
해밋은 펑크 밴드 셉틱 데스의 EP 음반 Kichigai에 참여한 적 있다. 그는 첫 번째 트랙의 추가 리드 기타를 연주하였다.
그는 프라이머스의 "John the Fisherman"의 뮤직비디오에 출연하여 레스 클레이풀의 보트에서 낚시를 하는 역할을 한다. 그는 어렸을 때부터 프라이머스의 베이시스트이자 리드 보컬인 레스 클레이풀과 친구로 지내왔다. 클레이풀은 클리프 버튼의 사망으로 공석이 된 베이스 자리를 위해 메탈리카의 오디션을 본 적도 있다.
해밋은 오비탈과 함께 영화 스폰의 사운드트랙 앨범(1997년 7월 발매)의 트랙 "Satan"의 기타 녹음을 했다.
그는 룩아웃 레코드를 통해 1996년 발매된 팬지 디비젼의 EP 음반 "For Those About to Suck Cock"의 트랙 "Headbanger"의 기타 솔로를 녹음했다.
2005년, 그는 페달 스틸 기타 연주자인 로버트 랜돌프와 함께 카를로스 산타나의 트랙 "Trinity"의 기타를 연주했다. 산타나는 개인적으로 해밋에게 그의 다음 음반인 All That I Am의 녹음에 도움을 요청했다. 해밋은 산타나와 함께 2001년에 샌 프란시스코에서 공연한 적이 있다. 메탈리카 또한 St. Anger를 녹음할 때에 산타나를 그들의 스튜디오로 초대한 적 있다.
2006년, 해밋은 심슨네 가족들의 에피소드 "The Mook, the Chef, the Wife and Her Homer"에서 자기 자신을 연기하였다. 그는 또한 어덜트 스윔의 애니메이션 메탈로칼립스의 에피소드 "The Curse of Dethklok"에서 두 손가락 밖에 없는 팬, 에피소드 "Happy Dethday"에서 덴마크의 여왕, 에피소드 "Dethroll"에서 핀란드인 바텐더를 연기했다.
그는 또한 같은 메탈리카 소속인 제임스 헷필드와 함께 스페이스 고스트 코스트 투 코스트의 에피소드 "Jacksonville"에 게스트로 출연한다.
그는 케이난의 2006년 발매작인 Troubadour의 수록곡 "If Rap Gets Jealous"에 게스트로 기타 연주를 하였다.
2008년 6월 보나루 뮤직 페스티벌에서 메탈리카 공연을 마친 뒤, 그는 마이 모닝 자켓과 함께 곡 하나를 연주했고 레스 클레이풀과 톰 웨이츠의 곡을 주로 연주하는 밴드인 고골 보르델로의 구성원들을 포함한 매년 열리는 콜라보레이션에서 몇몇 곡을 연주했다.
그는 다른 메탈리카 구성원들과 함께 비디오 게임 기타히어로: 메탈리카의 주요 등장인물이다.
2010년, 해밋은 니콜라스 아부 채디드(Nicolas Abou Chedid)와 함께 그의 단독 음반에 참여했다.
2011년, 해밋은 코미디 TV 쇼 존 벤자민 해즈 어 밴(Jon Benjamin Has a Van)의 한 에피소드에서 배우 겸 기타리스트로 출연했다.

## 저서
2012년 10월 1일, 아브람스 이미지에서 해밋의 첫 저서 'Too Much Horror Business'를 출판했다. 이 책은 해밋이 어릴 때부터 좋아했던 공포 영화와 수집품들의 사진을 싣고 있다. 해밋은 이 책이 그가 30년 동안 모아왔던 수집품을 그대로 실은 책이라고 했다. 기타 월드 잡지와의 인터뷰에서 그는 공포 영화 수집품을 아주 많이 모았다고 했으며 이제 그것들을 모두와 함께 나눌 때라 생각한다고 했다. 228페이지의 하드커버로 된 이 책은 해밋의 수집품을 찍음 사진 300장 이상을 담고 있다. 책은 벨라 루고시의 영화 White Zombie와 The Black Cat (보리스 칼로프 출연)에서 쓰인 의상, 노스페라투: 공포의 교향곡부터 헬레이저까지의 영화 원본 포스터, 'Great Garloo'와 'Frankenstein Tricky Walkers'같은 희귀 공포 완구, 조지 로메로 감독의 시체들의 날에 쓰인 영화 소품들, 바질 고고스의 책 'Famous Monsters'의 원판, 프랭크 프라제타의 후기 판타지 미술 작품 등을 촬영한 사진을 담고 있다. 해밋의 공포 수집품들 이외에도 그의 유년기, 그의 공포 수집의 본질, 메탈리카의 음악과 공포 영화 사이의 연결 고리 등에 대해 해밋과 나눈 대화 내용이 이 책에 실려있다. 이 책에 해밋은 이렇게 인용한다.
이 책은 나같이 공포 영화에 깊이 빠져있는 괴짜들에게 바치는 선물이다. 책은 나의 유년기, 성년기, 그리고 지금까지도 나의 삶의 일부분인 많은 캐릭터들과 영화에 대한 사랑으로 만들어졌다.

## 커크 본 해밋의 피어 페스티빌(Fear FestEvil)
커크 본 해밋의 피어 페스티빌(Kirk Von Hammett's Fear FestEvil)은 커크 해밋이 만든 연중 공포 행사이다. 첫 번째 행사는 샌 프란시스코의 레전시 볼룸에서 2014년 2월 6일부터 8일까지 3일 간 진행되었다. 그는 오리온 뮤직 + 모어 페스티벌(Orion Music + More Festival)에서 그의 지하실을 만들 때 느꼈던 즐거웠던 경험을 기반으로이 행사를 개최하게 되었다고 했다. 행사는 라이브 음악, 노래, 상호작용 디스플레이, 기념품점, 라이브 토크, 게스트 등장 등을 주관한다. 2014년 행사에 게스트로 배우 보리스 칼로프의 딸 사라 칼로프, 배우 벨라 루고시의 아들 벨라 G. 루고시, 조지 로메로 감독의 시체들의 날의 메이크업 아티스트를 담당한 그레고리 니코테로, 황혼에서 새벽까지에서 Sex Machine 배역을 담당했고 여러 조지 로메로의 영화에 출연한 배우 톰 새비니, 웨스 크레이븐 감독의 나이트메어의 낸시 배역을 담당했던 배우 헤더 랭젠캠프, 13일의 금요일 시리즈에서 제이슨 부히스 배역을 담당했던 배우 케인 호더, 고지라 시리즈에 출연한 배우 하루오 나카지마가 참석했다. 그 외에 참석한 게스트로 해밋의 전 밴드인 엑소더스와 데스 엔젤, 오치드, 메탈리카의 로버트 트루히요, 리차드 크리스티, 스태판 퍼킨스, 슬래쉬, 스콧 이언이 있다. 엑소더스는 카르카스와 함께 금요일에, 데스 엔젤, 데스 디비젼, 오치드는 토요일에 공연했다. 해밋은 엑소더스와 데스 앤젤의 초대로 그들과 함께 무대에 섰다.
두 번째 연중 행사는 캘리포니아주 산호세의 록바 시어터(Rockbar Theater)에서 2015년 4월 10일부터 12일까지 진행되었다. 메슈가가 헤드라이너를 장식했고 하이 온 파이어, 블루스 필스, 아그노스틱 프론드, 아사다 메시아(Asada Messiah)가 공연했다. 오치드 또한 이번 행사에 참여했다. 4월 10일, VIP들은 해밋과 함께 윈체스터 미스터리 하우스에서 디너 앤 머더 미스터리(Dinner and Murder Mystery)에 참석하였다.

## 사생활
11살 무렵, 해밋은 그의 개 티피가 옆집 이웃에게 강간당하는 장면을 목격하게 되고 이는 그의 트라우마가 되었다. 그는 그 상황을 이렇게 설명하였다.
내가 이웃집에 찾아갔을 때 그 남자는 바지를 내리고 내 개를 강간하기 시작했다. 난 그 때 웃어야 될지 울어야 될지 잘 몰랐다. 그가 강간하기를 마치자 나는 티피를 데리고 빠져나왔다. 티피는 여전히 꼬리를 흔들고 있었다.
해밋은 그의 생애 동안 두 번의 결혼 생활을 했다. 그는 1987년 첫 번째 결혼식을 레베카와 올렸으나 The Black Album을 녹음하던 때인 1990년에 이혼을 하였고 1998년 래니와 재혼하여 슬하에 엔젤(2006년 8월 29일 생) 빈센조(2008년 6월 28일 생) 두 명의 아들을 낳았다. 그와 그의 가족은 샌 프란시스코에 거주 중이다.
기타 연주, 공포 수집 외의 그의 관심사로 서핑, 요리, 승마, 자동차, 과학소설 잡지 등이 있다.

### 약물 중독
한 때 해밋은 약물에 많은 돈을 쓴 적이 있다. 그는 단순히 재밌을 것 같아서 마약에 손을 댔다고 한다. Damaged Justice 투어(...And Justice for All 투어)동안 그는 코카인에 중독되었다. 코카인으로 인해 우을증을 느낀 그는 코카인을 끊었지만 이후 Load 음반 때 중독 증상이 재발하게 된다. 그는 마약 대신 다른 것에 관심을 쏟기 위해 만화책 구입에 많은 돈을 썼다고 했다. 해밋은 헤로인을 몇 번 했다고 했으나 좋아하진 않았다고 했다.

### 환경 결정론과 트럼프
비록 메탈리카는 정치와 거리를 두는 커리어를 밟아왔으나, 최근 해밋은 현 미국 대통령 도널드 트럼프의 공식 입장에 대하여 부정적인 입장을 표했다. 빌보드 잡지와의 인터뷰에서 그는, "난 그와 개인적으로 트위터 전쟁을 할 준비가 되어있다."라고 말했다. 그는 또한 트럼프가 거짓말이라고 주장한 지구 온난화를 막아야 한다고 강조했다.

## 장비와 연주
해밋은 장기간 투어 동안 그의 팜 뮤트 습관과 빠른 피킹으로 손상되는 피부를 보호하기 위해 오른쪽 손을 테이프로 고정시키는 것으로 알려져 있다.
해밋은 그의 기타 솔로에 와와 페달을 많이 사용하는 것으로 유명하다. 그는 "와와 페달은 내 인격의 연장선이다"라고 말했다. 최근 메탈리카 곡의 기타 솔로에는 와와 페달이 사용되지 않으나, 2008년 발매작 Death Magnetic의 수록곡 "The Unforgiven III"과 같은 곡들에 다시 쓰이기 시작했다.

## 기타
커크 해밋의 2015년 투어 중 사용했던 기타들이다.
- ESP M-II "Zorlac" - KH 시리즈의 초기작이다. 오늘날의 KH 시리즈 모델에 새겨져 있는 수평의 해골 문양과는 달리 수직의 해골 문양이 새겨져 있고 해밋의 의도하에 잭슨 기타의 특징을 살린 상하 반전의 주축대가 달려있다. 그러나 잭슨 기타 사는 만약 이 모델이 판매된다면 소송을 걸겠다고 했다. 결국 주축대는 기존의 ESP 스타일로 변경되었으나 여전히 상하가 뒤집혀있다.[47][48]
- ESP M-II Standard - EMG 사와 시모어 던컨 사의 픽업이 부착되어 있다. 해밋은 이 모델을 스튜디오 녹음, 라이브 공연 모두에서 자주 사용한다.
- ESP KH-2 "Bride of Frankenstein" - 2009년 신형 모델이다.[49]
- ESP KH-4 Chrome - 2009년 신형 모델이다. 전 KH-4 모델의 리메이크형으로 크롬 도금된 피크가드, 하드웨어, EMG 픽업이 부착되어 있다.[50]
- ESP MII-NT - 2009년 신형 모델이다. 주술 배경의 그래픽이 새겨져 있는 커스텀형 모델이다.
- ESP KH-2 "Skully" - 해밋의 투어용 주요 기타이다. 이 시그니처 모델은 그가 M-11모델에 몇 가지 조작을 한 모델이다.[51]
- ESP KH-2 M-II "Boris Karloff Mummy" #I - 이 모델은 몇 년동안 해밋이 애용해왔다. 해밋이 직접 재산권을 구입한 보리스 칼로프의 "Mummy"를 배경으로 한 그래픽이 새겨져있다. ESP 사는 이 모델을 판매하지 않는다. 해밋은 두 가지 모델을 보유 중인데 하나는 호루스의 눈(Eye of Horus) 무늬, 나머지 하나는 상형문자 무늬가 새겨져 있다.[52]
- ESP KH-2 M-II "Ouija" - 이 모델에는 오타 두 글자가 있다. "WILLIAM FUED TALKING BAARD SET"라는 문구가 적혀있는데 원래는 "WILLIAM FULD TALKING BOARD SET"라고 표기해야 맞다. 또한 그는 현재 투어에서 흰색 모델을 사용한다.[53][54]
- ESP KH-2 M-II "Greenburst" - 기존 KH-2 모델에 녹색 선버스트 손질과 함께 녹색 무늬와 로고가 새겨져 있다.
- ESP KH-3 Eclipse - 푸스헤드 사의 거미 문양이 새겨져 있다. 기존 레스폴 주니어 모델을 기반으로 플로이드 로즈 비브라토와 EMG 픽업이 부착되어 있다.[55]
- ESP Flying V copy - 체리 레드색 바탕에 흰색 픽가드와 금색 하드웨어가 부착되어 있다. 해밋은 라이브에서 곡 "Seek & Destroy"를 연주할 때 이 모델을 애용한다.[56]
- ESP Michael Schenker Flying V
- ESP VIPER Baritone - 싱글 The Unnamed Feeling 녹음에 많이 사용되었다.
- Gibson 1968 Les Paul Custom – "Fade to Black", "Welcome Home"같은 발라드곡에 자주 사용된다.[57]
- Gibson Les Paul Standard - St. Anger의 수록곡을 연주할 때 사용되었다.
- Ibanez RG – Wherever We May Roam American and European 투어에서 사용되었다. 스턴트 기타로 사용되었으며 딥 퍼플 곡을 커버할 때도 사용되었다.
- Jackson Randy Rhoads Model RR1T – 해밋을 위해 특별 제작된 모델이다. 기존 튜닝보다 한 키가 낮으며 "Sad but True", "The Memory Remains" 등의 곡 연주에 자주 사용된다.
- TC Customs Death Magnetic Flying V - World Magnetic 투어에 사용되었다.
- Teuffel Birdfish - 독일 기타 제작자 울리히 튜펠에 의해 제작되었다. 이 모델은 500대 한정으로 제작되었고 여러 픽업의 소리를 내기 위해 만들어졌다. 이 기타는 "The Judas Kiss" 곡의 라이브 공연에서 사용된다.[58]
- Teuffel Tulsa

메탈리카의 데뷔 앨범 Kill 'Em All의 25주기를 맞아, 해밋은 그의 새 ESP 커스텀 기타와 함께 기타 월드 잡지 2008년 2월호 커버에 등장했다. 이 모델은 ESP 사의 20주년 기념 모델인 KH20이다.
2014년, 해밋은 게리 무어와 피터 그린이 사용했던 1959년형 레스폴 기타를 구입하였고 2015년 투어 중 씬 리지의 커버곡 "Whiskey in the Jar"를 연주할 때 사용했다.

### 앰프와 캐비넷
메탈리카의 커리어 동안, 해밋은 여러 종류의 앰프를 사용했다. 초기 두 음반에는 가끔 사용되는 이펙터와 함께 마샬 앰프와 캐비넷을 사용했다. 메탈리카의 세 번째 음반 Master of Puppets 녹음 때 그와 제임스는 메사부기 MarkIIC + 앰프와 메사부기 이중 정류기 헤드를 사용했다. 2007년에 랜달 앰프로 교체했을 때도 당시 메사부기 앰프 설정을 그대로 사용했으며 현재까지도 사용 중이다. 그는 현재 랜달 앰프와 함께 랙마운트 듀얼 정류기 2-채널 회로 헤드 2대를 사용 중이다.
2007년 9월, 랜달 앰프 사는 해밋과 함께 파트너쉽을 맺었다고 발표했다.

2011년 12월, 포틴 앰프 사에서 랜달 앰프 사와 함께 포틴 미트헤드 앰프 그반의 새 튜브 앰프 시리즈를 제작한다고 발표했다. 해밋은 양키 스타디움에서 열린 빅 4 공연과 인도, 아시아 공연에서 앰프의 초기 모델을 사용했고 현재 두 번째 초기 모델 시연 중이다.
| - Mesa/Boogie Rackmounted Dual Rectifier (x2) - Randall RM100KH Signature Model (modified version of the MTS series RM100) (x1) - Randall/Fortin Prototype head (x2) | - Randall 4x12 Cabinets (x4) - Randall/Fortin 4x12 Cabinet |

### 이펙터
라이브 공연 중 페달의 손상을 막기 위해 해밋은 랙에 앰프와 함께 이펙터 페달을 연결해서 사용하며 그의 기타 테크니션은 옆 무대에서 페달보드를 통해 이를 조정한다. 페달 컨트롤러를 사용하여 해밋은 서로 다른 앰프와 이펙터 페달을 계속 바꿔가면서 사용할 수 있다.

2008년, 짐 던로프가 해밋과 파트너쉽을 맺고 그의 시그니처 와와 페달인 KH95를 제작했다. 현재 판매 중이다.
| - TC Electronic G-Major 2 effects processor - Boss NS-2 Noise Suppressor - Dunlop KH95 Kirk Hammett Signature Crybaby - Ibanez Tube Screamer (Robert Keeley modified) - DigiTech Whammy WH-1 - Line 6 DL4 Delay Modeler - Line 6 MM4 Modulation Modeler | - Shure UR-4D Wireless Receiver - GCX Audio Switcher - Voodoo Lab Ground Control Pro floorboard - DBX 1074 Quad Gate - MXR Eddie Van Halen Flanger - MXR Bass Octave Deluxe - DigiTech Space Station - ToneBone Hot British Tube Distortion |

### 부속품
| - Ernie Ball "Power Slinky" strings (.11-.48) - Jim Dunlop Dunlop Jazz III Kirk Hammett(green) - Levy Custom Straps | - Peterson Strobe 420 Tuner - Bridge position: EMG 81 - Neck position: Some Guitars EMG 81 Others EMG 60 (EMG 60 usually used for clean and to match harmony sections with James Hetfield) |

## 디스코그래피

### 데스 앤젤
- Kill as One (데모) (프로듀서)

### 헤드뱅드
- Metal Militia (데모)

### 엑소더스
- 1982 Demo (1982) (데모)
- Die By His Hand (1983) (데모)[63]
- Tempo of the Damned (2004) (트랙 "Impaler" 작곡)
- Blood In, Blood Out (2014) (트랙 "Salt the Wound" 기타 솔로)